# ماتیاس اوترت
ماتیاس دیگرت (انگلیسی: Mathias Autret؛ زادهٔ ۱ مارس ۱۹۹۱) بازیکن فوتبال اهل فرانسه است که در پست هافبک چپ بازی می‌کند.
از باشگاه‌هایی که در آن بازی کرده‌است می‌توان به باشگاه فوتبال لوریان، باشگاه فوتبال استاد برستوا ۲۹، باشگاه فوتبال کان، و باشگاه فوتبال لانس اشاره کرد.
وی همچنین در تیم ملی فوتبال زیر ۱۹ سال فرانسه بازی کرده‌است.